# Пудап Пандіян
Пудап Пандіян(Пудаппандья (там. பூதப் பாண்டியன்; 2-а пол. III ст. до н. е.) — правитель держави Пандья.

## Життєпис
Відомостей про нього обмаль. Вважається братом Недунджчеліяна I, якому спадкував трон. Продовжив активну зовнішню політику. Підкорив місто-державу Олаіюр (поблизу сучасного міста Пудуккоттай). Разом з тим є згадки про дружні відносини Пудап Пандіян з дрібними вождями і правителями.
Про нього та його дружину складено більше 200 пісень поетами періоду Саграм (аристократичної тамільської поезії), насамперед Арісіл Кіларом і Перункунрур Кіларом. Згадано, що Пудап Пандіян помер разом з дружиною. Йому спадкував небіж Недунджчеліян II.